# José Corrêa Rangel de Bulhões
José Corrêa Rangel de Bulhões, ou simplesmente José Corrêa Rangel (Rio de Janeiro, c.1756 — Rio de Janeiro, c.1800), foi um engenheiro militar, cartógrafo e naturalista luso-brasileiro que prestou importantes serviços nas capitanias do Rio de Janeiro e do Rio Grande de São Pedro durante o período colonial.

## Biografia
Durante a juventude aprendeu o ofício de engenheiro por meio da Aula de Artilharia e Fortificação no Rio de Janeiro, onde pôde ter contato com as áreas da aritmética e álgebra. Logo formado, ingressou no exército no posto de Ajudante de Infantaria. Em 1799, através de um decreto, recebeu a mercê do posto de Sargento-mor.

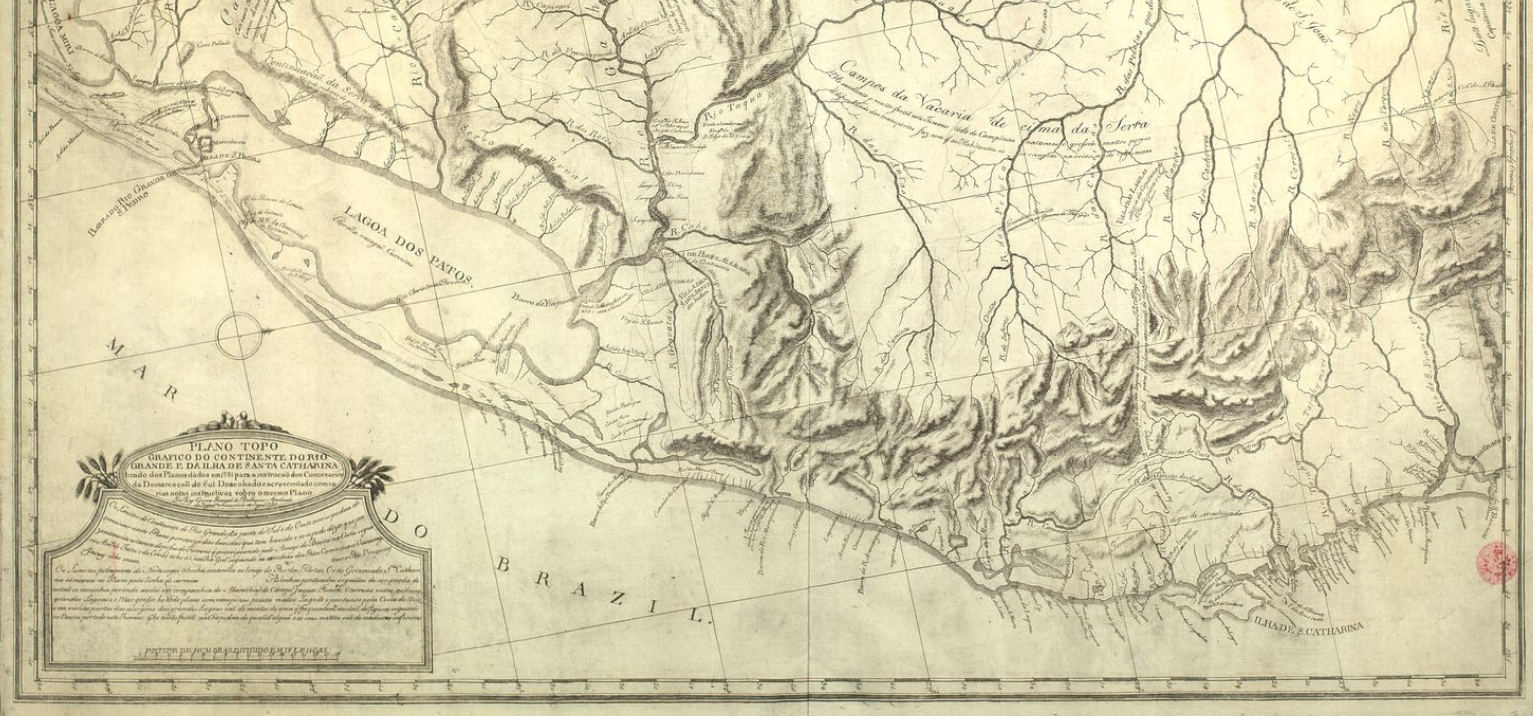
Recorte do Plano topografico do continente do Rio Grande e da Ilha de Santa Catharina

Em 6 de março de 1796, durante sua atuação no Rio de Janeiro, elaborou um importante documento intitulado "Descrição do plano urbanístico para o centro da cidade do Rio de Janeiro [...]", que faz menção às obras de urbanização no pantanal de Pedro Dias atual Rua do Lavradio. No ano seguinte, elaborou o trabalho cartográfico intitulado "Plano topografico do continente do Rio Grande e da Ilha de Santa Catharina [...]", que destaca importantes aspectos ligados ao relevo, aos sistemas fluviais e às apropriações toponímicas da referida região.
Na vinda de Luís de Vasconcellos e Sousa, 4º Conde de Figueiró, ao Brasil, José Corrêa Rangel foi designado pelo Vice-rei a elaborar uma obra de história natural, fortemente influenciada pela taxinomia de Lineu, em que houvesse a representação pictográfica da flora local com o fim de auxiliar ao primeiro. A obra foi intitulada "Mappa botanico para uzo do ilmo. e exmo. sr. Luis de Vasconcellos e Soiza".